# Concentrador multimèdia
Un concentrador multimèdia (en anglès conegut com a Digital Media Receiver) és un dispositiu d'entreteniment que connecta la xarxa domèstica amb dispositius multimèdia, com ara reproductors de música, imatges, vídeos, televisió i radio.

## Funcionalitat
El concentrador es pot connectar amb la xarxa usant una xarxa sense fils (IEEE 802.11a, b, g) o via Ethernet. També inclou una interfície d'usuari que permet navegar amb comoditat a través de les llibreries multimèdia, per tal de buscar, reproduir, guardar i fins i tot editar, els fitxers que tingui emmagatzemats l'usuari. També cal dir que hi ha diversos tipus de DMR (Digital Media Receiver), alguns només preparats per a suportar tasques concretes. Alguns només suporten música, alguns música i imatges i video, i d'altres que fins i tot permeten interaccionar amb internet, radio i televisió.
Algunes de les funcions que pot tenir el concentrador multimèdia:
- Veure i gravar televisió
- Reproduir i guardar audio
- Reproduir i catalogar DVD
- Escoltar ràdio digital
- Visualitzar i editar imatges digitalitzades
- Crear slideshows

| Digital media receiver o Concentrador Multimèdia |
| ------------------------------------------------ |
| Concentrador multimèdia                          |

### Hardware
Alguns concentradors porten integrats un display, altres han d'estar forçosament connectats a un dispositiu com ara un televisor o un sistema stereo. També cal dir que hi ha dispositius que porten el visualitzador integrat, com ara l'Apple TV o l'EVA8000. En alguns casos podem trobar la funcionalitat del concentrador integrada en alguns productes electrònics, com ara videoconsoles (Xbox360), reproductors de DVD...

## Història
El Digital Media Receiver va ser inventat per una companyia anomenada SimpleDevices el 1999, però la primera unitat al mercat es va fer esperar fins al 2001. Aquesta primera sèrie, va ser fabricada i dissenyada per SimpleDevices i Shipped. Aquest primer disseny estava basat en el processador Cirrus Arm-7 i la tecnologia sense fils HomeRF, que era el predecessor de l'estàndard 802.11b. Altres productes llençats al mercat a principis del 2000, incorporaven Ethernet i Rio Receiver (xarxa amb la línia de telèfon). Però el concepte de concentrador digital va aparèixer el 2002 a l'Intel Developer Forum com a part del seu "Extended Wireless PC Initiative." El DMR d'Intel estava basat en un processador Xscale PXA210 i funcionava sense fils amb l'estàndard 802.11b. També van ser els primers a integrar funcionalitats de DVD, i van obrir el camí a altres fabricants a competir en aquest sector. En l'actualitat, la videoconsola Xbox360 ha estat la primera a incorporar la funcionalitat del conenctrador. Amb la Xbox360, Microsoft també va introduir el concepte de Windows Media Center Extender, que permet accedir al teu PC remotament a través de la xarxa. També en l'actualitat, companyies com D-Link o HP han introduït l'última generació de DMRs, que suporten alta definició.

## Comunicació i Protocols
Mentre en els primers concentradors es feien servir protocols de comunicació de propietat per comunicar-se, avui els DMR es funcionen amb protocols estàndard basats en UPnP (Universal Plug&Play) i DLNA (Digital Living Network Alliance).

## Connexions
Hi ha dues maneres per connectar el concentrador amb el seu Media Center, amb fils o sense (wireless):

### Amb fils
Ideal per a la funcionalitat. Fent servir cables, no congestionem la xarxa (o minimitzem molt la congestió), ja que tenim menys limitacions d'amplada de banda. L'inconvenient és que hem de tenir una instal·lació de cables preparada per a poder connectar els dispositius.

### Wireless
Ideal per a la comoditat. Podem establir fàcilment una connexió entre el concentrador i el Media Center sense fils, ja que no hem de tenir en compte ni parets ni cables. Però també cal dir que la connexió no és ideal, ja que intervenen les interferències, i la congestió de la xarxa, que es pot veure traduïda a frames de video perduts, o altres anomalies. És recomanable fer servir l'estàndard 802.11a o millor, i una distància entre dispositius el més curta possible.